# Velas
Velas és un municipi de les Açores (Portugal), situat a l'illa de São Jorge i que se sotsdivideix en sis parròquies:
- Manadas
- Norte Grande
- Rosais
- Santo Amaro
- Urzelina
- Velas

| Població del municipi de Velas (1849 – 2004) | Població del municipi de Velas (1849 – 2004) | Població del municipi de Velas (1849 – 2004) | Població del municipi de Velas (1849 – 2004) | Població del municipi de Velas (1849 – 2004) | Població del municipi de Velas (1849 – 2004) | Població del municipi de Velas (1849 – 2004) | Població del municipi de Velas (1849 – 2004) |
| -------------------------------------------- | -------------------------------------------- | -------------------------------------------- | -------------------------------------------- | -------------------------------------------- | -------------------------------------------- | -------------------------------------------- | -------------------------------------------- |
| 1849                                         | 1900                                         | 1930                                         | 1960                                         | 1981                                         | 1991                                         | 2001                                         | 2004                                         |
| 10166                                        | 8405                                         | 7328                                         | 8466                                         | 5927                                         | 5707                                         | 5605                                         | 5585                                         |

## Personalidades
- José Avelino Bettencourt, (1962), cap de Protocol de la Secretaria d'Estat de la Santa Seu.